# 605-й истребительный авиационный полк
605-й истребительный авиационный полк (605-й иап) — воинская часть Военно-воздушных сил (ВВС) Вооружённых Сил РККА, принимавшая участие в боевых действиях Великой Отечественной войны.

## Наименования полка
За весь период своего существования полк своё наименование не менял: 605-й истребительный авиационный полк.

## История полка

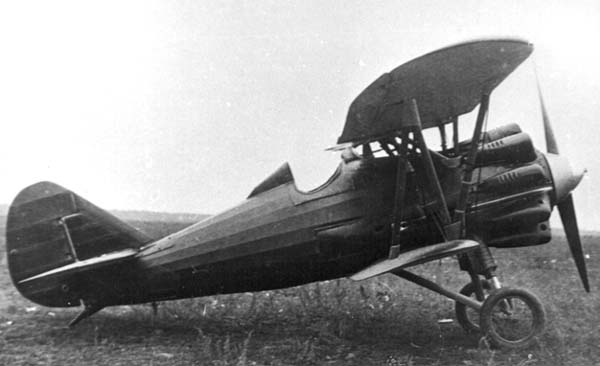
Самолёт И-5, которыми был вооружён полк

605-й истребительный авиационный полк начал формироваться 15 октября 1941 года при 6-м запасном истребительном авиаполку Орловского военного округа (г. Рассказово Тамбовской области) одновременно с аналогичным 604-м иап по штату 015/174 на самолётах И-5. Окончил формирование 15 ноября и был передан в Учебный центр ИА ВВС КА, где находился до 27 ноября 1941 года.
В боевые действия вступил 28 ноября 1941 года, ведя боевую работу в составе 60-й смешанной авиационной дивизии ВВС Западного фронта на самолётах И-5. После вывода с фронта в тыл с 15 января 1942 года полк прибыл в Приволжский военный округ в г. Кузнецк в 13-й запасной истребительный авиационный полк, где был доукомплетован и приступил к переучиванию на истребители Як-1. С 27 февраля завершал переучивание на Як-1 при 3-й запасной авиационной бригаде Приволжского военного округа на аэродроме Разбойщина до 16 мая 1942 года.
После завершения переучивание полк был включён в состав ВВС 57-й армии Южного фронта и с 18 мая вёл боевую работу на самолётах Як-1. Со 2 июня 1942 года выведен с фронта и к 11 июня 1942 года прибыл в 16-й запасной истребительный авиационный полк Приволжского военного округа (пос. Баланда Саратовской области), где находился до своего расформирования 29 августа 1942 года.
В составе действующей армии полк находился:
- с 28 ноября 1941 года по 14 января 1942 года;
- с 18 мая 1942 года по 2 июня 1942 года.

## Командиры полка
- майор, подполковник Локтев Фёдор Антонович[1], 31.10.1941 — 08.08.1942

## Участие в операциях и битвах
- Тульская оборонительная операция — с 28 ноября 1941 года по 16 декабря 1941 года.
- Калужская операция — с 17 декабря 1941 года по 5 января 1942 года.
- Ржевско-Вяземская операция — с 8 января 1942 года по 15 января 1942 года.
- Харьковская операция — с 18 мая 1942 года по 23 мая 1942 года.

## Итоги боевой деятельности полка
Всего за годы Великой Отечественной войны полком:
| Выполнено боевых вылетов | Сбито самолётов в воздухе | Уничтожено самолётов всего |
| ------------------------ | ------------------------- | -------------------------- |
| 355                      | 9                         | 9                          |

Свои потери:
| Потеряно самолётов, всего      | Погибло лётчиков всего         |
| ------------------------------ | ------------------------------ |
| 21 (боевые — 16, небоевые — 5) | 14 (боевые — 12, небоевые — 2) |

## Самолёты на вооружении
| Период      | Самолёты |
| ----------- | -------- |
| 1941 — 1942 | И-5      |
| 1942 — 1942 | Як-1     |